# لورا بوينو
لورا بوينو (بالإسبانية: Laura Bueno)‏ هي منافسة ألعاب القوى إسبانية، ولدت في 25 مايو 1993 في غرناطة في إسبانيا.

## وصلات خارجية
- لورا بوينو على موقع الاتحاد الدولي لألعاب القوى (الإنجليزية)
- لورا بوينو على موقع اللجنة الأولمبية الدولية (الإنجليزية)
- لورا بوينو على موقع أوليمبيديا (الإنجليزية)
- لورا بوينو على موقع اللجنة الأولمبية الإسبانية (الإسبانية)